# Anna Richardson

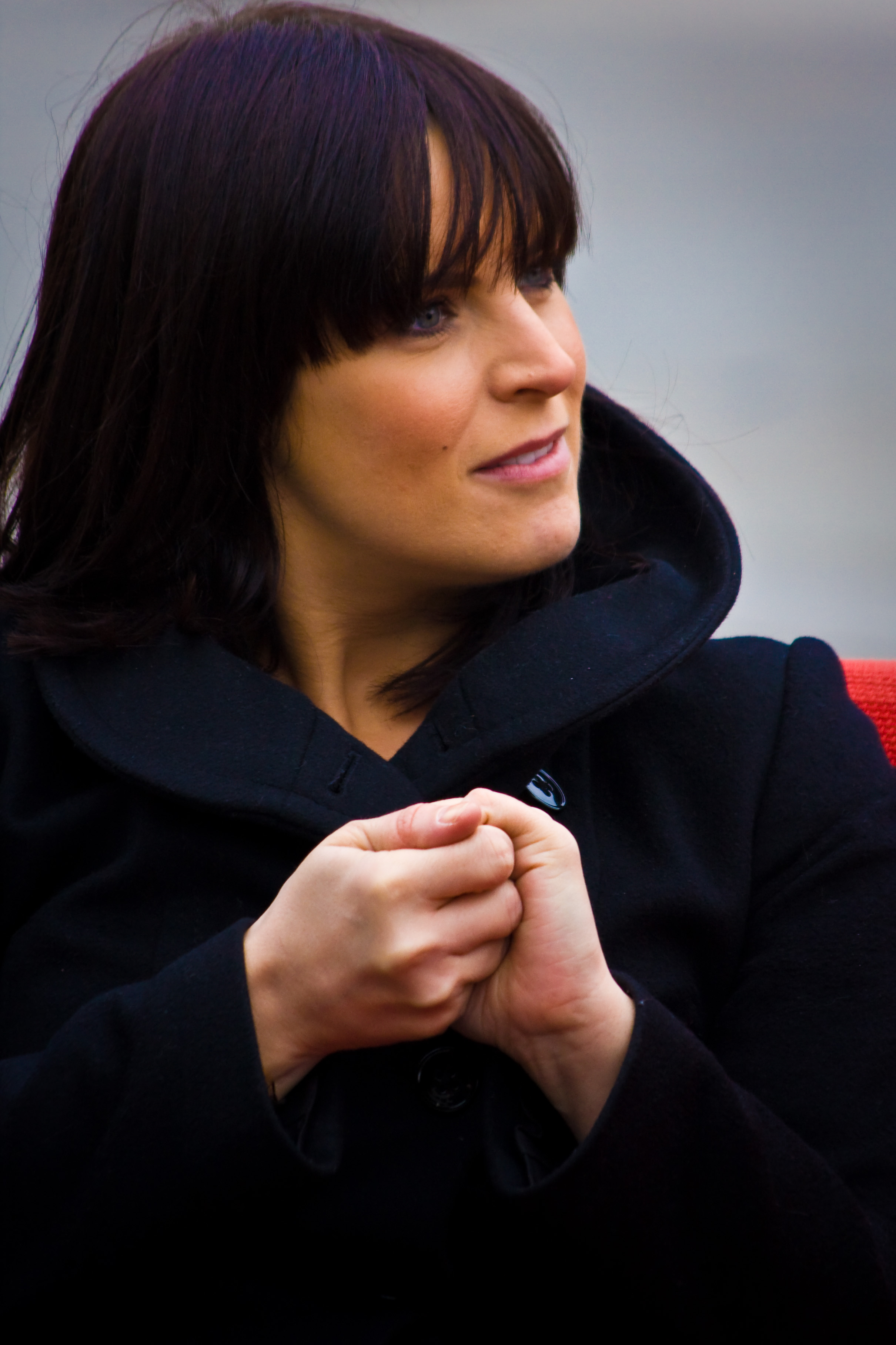
Anna Richardson nel 2009 durante un'intervista a Trafalgar Square

Anna Richardson (Wellington, 27 settembre 1970) è una conduttrice televisiva britannica.

## Primi anni
La Richardson è nata il 27 settembre 1970 in Inghilterra, a Wellington, località dello Shropshire. Suo padre, James Richardson, che è stato insignito dell'ordine dell'Impero Britannico, è un canonico anglicano vicario del villaggio di Great Brington, nello Northamptonshire, mentre sua madre, Janet, è un'insegnante di teologia. Anna Richardson studiò alla School of St Mary and St Anne, un collegio privato d'impronta anglicana per ragazze, situato nel villaggio di Abbots Bromley, nella contea dello Staffordshire.

## Carriera
Richardson iniziò la sua carriera da presentatrice televisiva con il programma culinario The Big Breakfast trasmesso su Channel 4, mentre nei successivi sei anni è spesso apparsa regolarmente come ospite nel programma Love Bites trasmesso ITV.
La Richardson ha continuato la sua carriera televisiva presentando programmi come: Love Bites Back, Dream Ticket, Des Res e Big Screen, serie che la rese famosa in quanto il suo ruolo era quello di intervistare gli attori più famosi di Hollywood. Nel frattempo Anna Richardson scrisse la sceneggiatura e diresse i programmi televisivi: No Waste Like Home, Turn Back Your Body Clock e You Are What You Eat, serie sempre trasmessa su Channel 4 e che riscosse un discreto successo.
Tuttavia la Richardson divenne molto conosciuta tra il pubblico inglese presentando il famoso programma The Sex Education Show, trasmesso dal 9 settembre al 14 ottobre 2008 su Channel 4. Il format, la cui presentatrice era ancora Anna Richardson, cambiò nome nel marzo 2009, quando venne rilanciato, diventando The Sex Education Show vs. Pornography. La serie fu riproposta per altre 3 stagioni in cui la Richarson ne divenne presentatrice storica.
Seguendo l'onda del successo, Anna Richardson ottenne nel 2012 la conduzione del programma Secret Eaters, trasmesso sempre su Channel 4. L'anno dopo, condusse insieme a Louise Redknapp il programma How Not to Get Old, mentre nel 2016 co-presentò insieme a Andi Osho Supershoppers. Il 25 luglio 2016 andò per la prima volta in onda su Channel 4 il game show Naked Attraction, programma condotto ancora oggi dalla Richardson e che consoliderà definitivamente il suo successo.
Nel 2017, Anna Richardson co-presentò insieme ai giornalisti Rhik Samadder e Sophie Morgan il programma How to Retire at 40, mentre dal gennaio al giugno 2018, partecipò in sei episodi di Loose Women, programma trasmesso su ITV. Sempre nel 2018, co-presentò insieme alla collega scozzese Amar Latif How to Get Fit Fast. Nel 2019, la Richardson prese parte al documentario sul fallimento della Thomas Cook Group Thomas Cook: The Rise and Fall of Britain's Oldest Travel Agent, trasmesso sempre su Channel 4. Successivamente, nel 2021, presentò il programma How to Save a Grand in 24 Hours.
Nel 2023, invece, Anna Richardson co-presenta insieme a Yinka Bokinni la serie trasmessa su Channel 4 Naked Education. Il 13 giugno 2023, Channel 4 ha annunciato la produzione di un documentario d'argomento culinario incentrato sul benessere e che sarà condotto proprio dalla Richardson.

## Controversie
Richardson fece causa all'attore e politico americano Arnold Schwarzenegger e due delle sue pubbliciste, Sean Walsh e Sheryl Main, per alcuni commenti riguardanti le molestie che lo stesso attore americano avrebbe perpetrato alla presentatrice britannica. Il caso fu archiviato nel 2006, quando Schwarzenegger fu assolto.

## Vita privata
Richardson ha dichiarato che la sua sessualità è fluida, in un'intervista del 2015 col giornale The Daily Telegraph ha infatti affermato: “[...] Non mi interessa essere etichettato come gay o etero, la mia sessualità è fluida. Sono solo me stessa. Mi è capitato semplicemente di innamorarmi di una donna." Anna Richardson ha inoltre dichiarato di aver avuto una relazione di ben 18 anni con il produttore televisivo Charles Martin, mentre nel 2014 avrebbe iniziato una relazione con la comica Sue Perkins. I due si sono separati nel 2021.